# 魯広達
魯 広達（魯 廣達、ろ こうたつ、531年 - 589年）は、南朝梁から陳にかけての軍人。字は遍覧。本貫は扶風郡郿県。

## 経歴
梁の雲麾将軍・新蔡義陽二郡太守の魯益之の子として生まれた。梁の邵陵王蕭綸の下で邵陵国右常侍を初任とし、当陽公蕭大心の麾下に転じて平南府中兵参軍となった。侯景の乱が起こると、兄の魯悉達とともに兵を集めて新蔡を守った。湘東王蕭繹が承制すると、広達は仮節・壮武将軍・晋州刺史に任じられた。王僧弁が侯景を討つにあたって、広達は王僧弁を州境に出迎えて、軍需物資を提供した。このため王僧弁は「魯晋州はまた王師東道の主人である」と沈炯にいった。そのまま広達は王僧弁の下で従軍した。侯景の乱が平定されると、本官のまま員外散騎常侍の位を加えられた。
永定元年（557年）、陳が建国されると、広達は征遠将軍・東海郡太守に任じられた。ほどなく桂陽郡太守に転じたが、固辞して受けず、入朝して員外散騎常侍となった。仮節・信武将軍・北新蔡郡太守に転じた。天嘉3年（562年）、呉明徹に従って周迪を臨川で攻撃し、戦うたびに功績は最上であった。兄の魯悉達に代わって呉州刺史となり、中宿県侯に封じられた。
光大元年（567年）、通直散騎常侍・都督南豫州諸軍事・南豫州刺史に任じられた。華皎が湘州で反乱を起こすと、広達は淳于量の下で従軍して反乱を討った。官軍が夏口に到着したが、華皎の水軍が強盛だったため、あえて進もうとする者もなかった。広達は先頭に立って反乱軍と衝突し、戦艦が交戦状態に入ると、広達は戦艦の楼に登って、大呼して兵士たちを励ました。風が急に艦を揺らしたため、広達は水に落ちて溺れ沈み、しばらくして救出された。華皎の乱が平定されると、広達は持節・都督巴州諸軍事・智武将軍・巴州刺史に任じられた。
太建元年（569年）、広達は章昭達とともに峽口に入り、拓州・始州・安州・蜀州などを平定した。ときに北周が江南を占領しようと、蜀で大量の戦艦を建造しており、軍用の糧食を青泥に運び込んでいた。広達は銭道戢らとともに襲撃して、これに放火して焼き払った。功績により2000戸を増封され、巴州に帰還した。広達の巴州統治は簡明で要をえており、官吏や民衆に喜ばれた。任期を満了した後も、請願があって、2年のあいだ刺史職に留まった。
太建5年（573年）、呉明徹が大軍を率いて北伐し、淮南の旧領を攻略した。広達は北斉軍と大峴で会戦して破り、北斉の敷城王張元範を斬った。進軍して北徐州を攻め落とし、そのまま都督北徐州諸軍事・北徐州刺史に任じられた。ほどなく散騎常侍の位を加えられ、入朝して右衛将軍となった。太建8年（576年）、北兗州刺史として出向し、晋州刺史に転じた。太建10年（578年）、使持節・都督合霍二州諸軍事に任じられ、仁威将軍・合州刺史に進んだ。
太建11年（579年）、北周の梁士彦が寿陽を包囲すると、陳の中領軍の樊毅や左衛将軍の任忠らは兵を分けて陽平郡や秦郡に向かい、広達は水軍を率いて淮水に入り、諸将の連係によって周軍を撃退しようとした。北周軍は豫州と霍州を攻め落とし、南兗州・北兗州・晋州などを占領した。陳の諸将はいずれも戦功がなく、淮南の地を全て失陥した。広達はこのため免官され、侯として自邸に蟄居させられた。太建12年（580年）、広達は豫州刺史の樊毅とともに兵を率いて北伐し、郭黙城を攻め落とした。ほどなく使持節・平西将軍・都督郢州以上十州諸軍事に任じられ、水軍4万を率いて、江夏に駐屯した。北周の安州総管の元景が江北から襲来すると、広達は軍を分遣してこれを撃退した。
太建14年（582年）、後主が即位すると、広達は入朝して安左将軍となった。ほどなく平南将軍・南豫州刺史に任じられた。至徳2年（584年）、安南将軍の号を受け、建康に召還されて侍中に任じられた。再び安左将軍となり、綏越郡公に改封された。ほどなく中領軍となった。
禎明3年（589年）、隋の賀若弼が鍾山に進軍してくると、広達は兵を率いて白土崗の南に陣を置き、賀若弼の軍と対峙した。広達の兵は奮戦して隋軍の攻勢を4波にわたって撃退した。賀若弼が陳の諸将を攻め破り、建康の宮城の北掖門を焼いたが、広達はなお残兵をまとめて戦闘を続けた。日が暮れるとようやく武装解除に応じ、台城に面して再拝して、「我が身は国を救うあたわず。罪負うこと深きかな」といって慟哭した。関中に連行されて、ほどなく憂憤のまま病没した。享年は59。

## 伝記資料
- 『陳書』巻31 列伝第25
- 『南史』巻67 列伝第57